# خس‌نشین‌ها
خس‌نشین‌ها (نام علمی: Sericornis) نام یک سرده از راسته گنجشک‌سانان است.

## گونه‌ها
- خس‌نشین سبزوخاکستری،  Sericornis arfakianus
- خس‌نشین گرمسیری or Beccari's scrubwren, Sericornis beccarii - sometimes included in S. magnirostris
- خس‌نشین گلوزرد،  Sericornis citreogularis
- خس‌نشین ابروسفید،  Sericornis frontalis
- خس‌نشین تاسمانی or brown scrubwren, Sericornis humilis - sometimes included in S. frontalis
- خس‌نشین اترتون،  Sericornis keri
- خس‌نشین نوک‌بزرگ،  Sericornis magnirostris
- خس‌نشین بزرگ،  Sericornis nouhuysi
- خس‌نشین پاپوآ،  Sericornis papuensis
- خس‌نشین صورت‌کدر،  Sericornis perspicillatus
- خس‌نشین واگلکپ،  Sericornis rufescens
- خس‌نشین نوک‌روشن،  Sericornis spilodera
- خس‌نشین شگفت‌انگیز،  Sericornis virgatus